# Billy Miller
William John "Billy" Miller II, más conocido como Billy Miller (Tulsa, Oklahoma; 17 de septiembre de 1979-Austin, Texas; 15 de septiembre de 2023), fue un actor estadounidense conocido por haber interpretado a Richie Novak en la serie All My Children, a Billy Abbott en la serie The Young and the Restless y actualmente por dar vida a Jason Morgan en la serie General Hospital.

## Biografía
Tiene dos hermanas Michelle y Megan Miller. Estudió en la Universidad de Texas en Austin.
Falleció por causas aún no reveladas el 15 de septiembre de 2023.

## Carrera
De joven muy joven, firmó con la agencia de modelaje "Wilhelmina".
Ha aparecido en comerciales para la televisión de Los Sims, JCPenney, Pizza Hut y para pokerparty.com.
En 2006 interpretó al sospechoso Will Graham en un episodio de la segunda temporada de la serie CSI: New York.
El 30 de agosto de 2007 se unió al elenco principal de la serie All My Children donde interpretó al barman Richie Novak/Wes, el exconvicto hermano de Annie McDermott Lavery (Melissa Claire Egan), hasta el 18 de septiembre de 2008 después de que su personaje fuera asesinado por Annie luego de que lo golpeara en la cabeza con una herramienta después de que Richie la amenazara con exponerla.
El 19 de septiembre de 2008 se unió al elenco de la serie The Young and the Restless donde interpretó a William "Billy" Abbott, el hijo de John Abbott (Jerry Douglas) y Jill Foster-Abbott (Jess Walton), hasta 2014. Previamente Billy previamente fue interpretado por los actores David Tom de 1999 a 2002 y nuevamente en 2014, por Ryan Brown de 2002 a 2003, por el actor Scott Seymour en 2006 y posteriormente por los actors Burgess Jenkins de 2014 a 2016 y actualmente por el actor Jason Thompson desde 2016.
En 2011 se unió al elenco recurrente de la serie Ringer donde dio vida a John Delario alias "Charlie Young", el nuevo patrocinador de Bridget Kelly y y el cómplice de Siobhan Martin (ambas interpretadas por Sarah Michelle Gellar), hasta 2012 después de que su personaje fuera asesinado por Siobhan mientras escondía el cuerpo de Gemma Butler (Tara Summers) luego de secuestrarla y asesinarla.
Ese mismo año apareció en la serie Justified donde interpretó a James Earl Dean, un abusador de niños que trabaja para los hermanos Bennett: Dickie Bennett (Jeremy Davies), Coover Bennett (Brad William Henke) y Doyle Bennett (Joseph Lyle Taylor), ayudándolos a sembrar su droga. James es arrestado por el oficial Raylan Givens (Timothy Olyphant). 
En agosto de 2012 apareció en la película Fatal Honeymoon donde interpretó a Gabe Watson, un hombre que es investigado por la policía para determinar si es culpable o no de la muerte de su esposa Tina Watson (Amber Clayton), luego de que ella muriera ahogada mientras buceaban cerca de la Gran Barrera de Coral en Australia durante su luna de miel. La película está basada en la historia real de la muerte de Christina Mae "Tina" Watson-Thomas cuyo esposo David Gabriel "Gabe" Watson es acusado de su asesinato.
En 2013 apareció en el sexto episodio titulado "Number One Fan" de la cuarta temporada de la serie Castle donde dio vida a Mickey Gerhardt, un banquero con temperamento de Wall Street que se ve atrapado en una situación de rehenes.
En el 2014 apareció en la película American Sniper protagonizada por Bradley Cooper donde interpretó a un reclutador de la marina.
También interpretó al oficial Robert Dolan en la CSI: Crime Scene Investigation y a Anthony Hunt en la serie Major Crimes.
En 2015 apareció como invitado en el final de temporada de la cuarta temporada de la serie Suits donde interpretó a Marcus Specter, el problemático hermano menor del abogado Harvey Specter (Gabriel Macht).
El 1 de octubre del mismo año se unió al elenco principal de la serie General Hospital donde interpreta a Jason Morgan, el hijo de Alan Quartermaine (Stuart Damon) y Susan Moore (Gail Ramsey), hasta ahora. Previamente el personaje de Jason fue interpretado por el actor Steve Burton de 1991 hasta 2012.

## Filmografía

### Series de televisión
| Año         | Título                         | Personaje                    | Notas                        |
| ----------- | ------------------------------ | ---------------------------- | ---------------------------- |
| 2014-2023   | General Hospital               | Jason Morgan                 | 247 episodios                |
| 2015        | Suits                          | Marcus Specter               | 2 episodios                  |
| 2014        | Major Crimes                   | Anthony Hunt                 | episodio "Down the Drain"    |
| 2014        | CSI: Crime Scene Investigation | Robert Dolan                 | episodio "The Fallen"        |
| 2008 - 2014 | The Young and the Restless     | Billy Abbott                 | 718 episodios                |
| 2013        | Castle                         | Mickey Gerhardt              | episodio "Number One Fan"    |
| 2011 - 2012 | Ringer                         | Charlie Young / John Delario | 7 episodios                  |
| 2011        | Justified                      | James Earl Dean              | episodio "The Moonshine War" |
| 2007 - 2008 | All My Children                | Richie Novak                 | 123 episodios                |
| 2006        | CSI: New York                  | Will Graham                  | episodio "Live or Let Die"   |

### Películas
| Año  | Título          | Personaje     | Notas                                                                                               |
| ---- | --------------- | ------------- | --------------------------------------------------------------------------------------------------- |
| 2015 | Bad Blood       | Garret Church | junto a Taylor Cole, Davis Desmond, Jessica Gardner, Christine Adams, Danielle Kennedy y Jeff Kober |
| 2014 | American Sniper | Reclutador    | junto a Bradley Cooper, Kyle Gallner, Cole Konis, Ben Reed, Elise Robertson y Luke Sunshine         |
| 2012 | Fatal Honeymoon | Gabe Watson   | junto a Amber Clayton, Gary Sweet, Harvey Keitel, Laurence Coy y Gemma Forsyth                      |

### Apariciones
| Año        | Programa              | Notas                                                                              |
| ---------- | --------------------- | ---------------------------------------------------------------------------------- |
| 2010, 2014 | Entertainment Tonight | 2 episodios - invitado                                                             |
| 2013, 2014 | The Talk              | 2 episodios - invitado                                                             |
| 2009       | Remembering Nigel     | junto a Martin Landau, Barbara Ady, Steven Berkoff, Rhonda Burchmore y Eric Burdon |

## Premios y nominaciones
| Año  | Categoría                                      | Premio              | Serie                      | Resultado |
| ---- | ---------------------------------------------- | ------------------- | -------------------------- | --------- |
| 2015 | Outstanding Lead Actor in a Drama Series       | Daytime Emmy Award  | The Young and the Restless | Nominado  |
| 2014 | Outstanding Lead Actor in a Drama Series       | Daytime Emmy Award  | The Young and the Restless | Ganó      |
| 2013 | Outstanding Supporting Actor in a Drama Series | Daytime Emmy Award  | The Young and the Restless | Ganó      |
| 2011 | Outstanding Supporting Actor in a Drama Series | Daytime Emmy Award  | The Young and the Restless | Nominado  |
| 2010 | Outstanding Supporting Actor in a Drama Series | Daytime Emmy Award  | The Young and the Restless | Ganó      |
| 2010 | Supporting Actor - Daytime Drama'              | Gold Derby TV Award | The Young and the Restless | Nominado  |